# Lepthyphantes brignolianus
Lepthyphantes brignolianus là một loài nhện trong họ Linyphiidae.
Loài này thuộc chi Lepthyphantes. Lepthyphantes brignolianus được miêu tả năm 1979 bởi Deltshev.